# Vučjak Feričanački
Vučjak Feričanački – wieś w Chorwacji, w żupanii osijecko-barańskiej, w gminie Feričanci. W 2011 roku liczyła 270 mieszkańców.